# زیردریایی یو-۶۵۴
زیردریایی یو-۶۵۴ (به انگلیسی: German submarine U-654) یک زیردریایی است که طول آن ۶۷٫۱ متر (۲۲۰ فوت ۲ اینچ) می‌باشد. این زیردریایی در سال ۱۹۴۱ ساخته شد.